# Campeonato Mundial Feminino de Xadrez de 2016
O Campeonato Mundial Feminino de Xadrez de 2016 foi realizado de 2 a 14 de março em Lviv na Ucrânia. Foi um match entre a até então campeã Mariya Muzychuk e a ex-campeã Hou Yifan que recuperou o título ao vencer por 6-3.